# Muralla de Sant Joan de les Abadesses
La Muralla de Sant Joan de les Abadesses és una obra de Sant Joan de les Abadesses (Ripollès) inclosa a l'Inventari del Patrimoni Arquitectònic de Catalunya.

## Descripció
Les restes conservades de la muralla daten dels segles XIII-XIV. Se'n conserven molts trams, tot i que es troben amenaçats per noves construccions o afegits. El material emprat és pedra de riu de grans dimensions, amb base més ampla prop dels fonaments. En alguns trams de muralla hi ha dos nivells d'espitlleres degut a ulteriors reforçaments.
Les restes de muralla que actualment es poden observar són al Passeig Comte Guifré, a la plaça de l'arquitecte Duran i Reynals, al mirador de la plaça de l'Abadessa Emma i al Parc de la Muralla, on se situava el portal de ponent i on, a més, s'hi troben restes d'una de les torres.

### Tram de Ponent i Torre Saltant (segles XIII-XIV)
Aquest tram està situat al front de ponent de la Vila Vella, molt a prop de la font d'en Roca. Es tracta del tram més complet i ben conservat de la muralla de Sant Joan de les Abadesses. Un dels portals d'accés estava situat a prop d'aquest indret, i cal esmentar que algunes de les cases de l'extrem oposat a la torre tenen com a fonaments paraments de la muralla.

### Restes del tram de muralla entre el passeig del Comte Guifré i del carrer Major (segle XIV)
Restes de muralla situades al passeig del Comte Guifré núm. 2. Es van trobar arran de l'obertura d'un local comercial a la planta baixa d'una casa l'any 1982. S'hi localitzà el basament, així com alguns elements defensius. Al carrer Major, a més, es descobrí un element que corresponia al sistema de tancament del portal d'accés a la Vila Vella.

## Història
Durant l'Edat Mitjana, l'actual Vila Vella era coneguda com a Vila Nova. Fou creada a principis del segle xiii als antics camps monàstics del Vinyal, per iniciativa dels abats Pere de Soler i, posteriorment, Ramon de Blanes. Al segle xiii s'inicià la construcció de la muralla que hauria d'envoltar tota la Vila Vella, juntament amb el monestir i les seves dependències. Per tal de protegir la ciutat dels pillatges, l'abat Ramon de la Bisbal (1230-1248) va fer reforçar els murs de les cases monacals amb dues torres i va emprendre la construcció de la muralla, amb vint-i-quatre torres i ponts llevadissos en dos dels seus tres portals -un al costat del pont del Ter i l'altre en la font del Malconsell; un dels portals comunicava amb el clos del monestir, a migdia de la capçalera de l'església. La muralla va ser reforçada en diverses ocasions i va arribar a tenir fins a sis portals d'accés.